# Chokladmassage
Chokladmassage är en wellnessbehandling som förekommer hos skönhetssalonger, spa och massörer. Massagen, som är en vanlig avslappningsmassage utförs med kakaoolja, som består av 85% kakao.